# ミッシャ・マイスキー
ミッシャ・マイスキー（Mischa Maisky, 1948年1月10日 - ）は、ラトビア（旧ソビエト連邦）出身のチェロ奏者。名前はミーシャとも。ラトビア語名はミシャ・マイスキス（Miša Maiskis）。

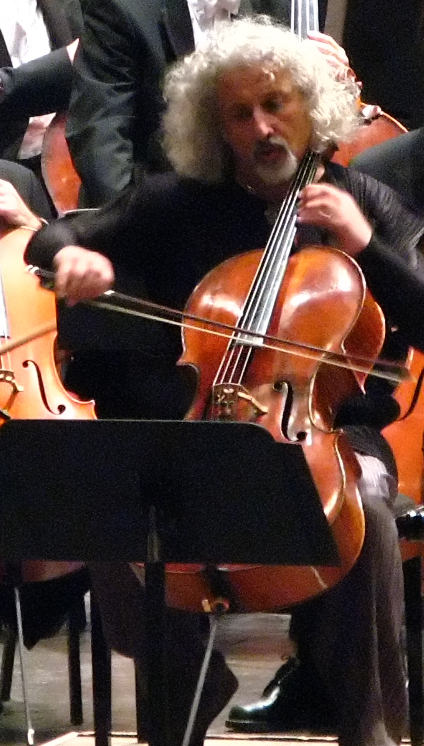
2006

現在もっとも活躍している世界的チェリストのひとりである。同じリガ生まれのヴァイオリニスト、ギドン・クレーメルはマイスキーの1年先輩にあたり、クレーメル主宰のロッケンハウス音楽祭には定期的に出演している。
マルタ・アルゲリッチや娘のリリー・マイスキーなどピアニストとの共演をはじめ、室内楽にも精力的に取り組んでいる。 レパートリーは幅広く、チェロ用に書かれた作品のほか、シューベルトやR.シュトラウスの歌曲をチェロで演奏するという試みもある。

## 経歴
1948年、リガ生まれ。ユダヤ人の家系で、8歳からチェロを始める。リガ音楽院を経て1962年にレニングラード音楽院付属音楽学校に入学する。マイスキーは少年時代からヨハン・ゼバスティアン・バッハの音楽に惹かれていたという。
1965年、17歳で全ソビエト連邦音楽コンクール優勝。同年、レニングラード・フィルハーモニー交響楽団と協奏曲を弾いてデビューする。
1966年、チャイコフスキー国際コンクール6位入賞。このとき、コンクールの審査員だったムスティスラフ・ロストロポーヴィチに才能を認められ、モスクワの自宅に招かれて指導を受けることになる。
1969年、姉がイスラエルに亡命したことにより、マイスキーの一家はソビエト当局の監視下に置かれることになる。
1970年、マイスキーは逮捕され、ゴーリキー郊外の強制労働収容所で18か月間の生活を強いられる。師のロストロポーヴィチも別荘でアレクサンドル・ソルジェニーツィンをかくまい、ソビエト当局から演奏活動を停止させられている。出所後も兵役を命じられたマイスキーは、ユダヤ人医師に相談、医師はマイスキーを精神病院に入院させることで、兵役を回避したという。
1972年、国外移住を認められて11月に出国、渡米する。
1973年、イスラエルに移住する。同年カサド音楽コンクール優勝。カーネギーホールでリサイタルを開催する。リサイタル後に招かれた匿名の老紳士宅で演奏したマイスキーは、紳士から1720年製のモンタニャーナのチェロを贈られたという。マイスキーは現在もこの楽器を使用している。
1974年、ロストロポーヴィチから「ピアティゴルスキーと会えるチャンスがあったら、絶対に逃してはいけない」といわれていた言葉を守って、グレゴール・ピアティゴルスキーの最後の弟子となる。
1975年、フランスのヴァンス音楽祭で、マルタ・アルゲリッチと知り合い、以降2人は音楽上の重要なパートナーとして数多く共演、録音する。
1984年から1985年にかけて録音したバッハの無伴奏チェロ組曲全曲（旧盤）の録音がドイツ・グラモフォン・レーベルより発売され、世界的な名声を確立する。